# Forsthoff-Abendroth-Kontroverse
Die Forsthoff-Abendroth-Kontroverse oder auch Forsthoff-Abendroth-Debatte war eine insbesondere Mitte der 1950er Jahre zwischen dem Staatsrechtler Ernst Forsthoff und dem Politikwissenschaftler Wolfgang Abendroth geführte Auseinandersetzung um die Bedeutung des Sozialstaates im Grundgesetz für die Bundesrepublik Deutschland.
Nach dem Zweiten Weltkrieg war Forsthoff einer der Kommentatoren des deutschen Grundgesetzes von 1949. Forsthoff war vor dem Hintergrund der Begriffe Sozialstaatlichkeit und Rechtsstaatlichkeit der Auffassung, dass der Sozialstaat kein Instrument der Gerechtigkeit, sondern ein illegitimes Mittel zur Wohlstandsverteilung sei. Forsthoff, der 1934 in der zweiten Auflage seiner Schrift „Der totale Staat“ den NS-Staat und die Ausmerzung von „Artfremden und Feinden“ nachdrücklich begrüßt hatte, war ein Vertreter der traditionell-konservativen Rechts- und Staatslehre. Er versuchte in seiner Argumentation herzuleiten, dass „Sozialstaat“ kein Rechtsbegriff sei und somit keinen Rechtsgrundsatz im Verfassungskontext des Grundgesetzes darstelle.
Der sozialistisch geprägte Abendroth hingegen meinte, einen solchen Rechtsgrundsatz zu erkennen, der als notwendig für die Erhaltung von Rechtsstaatlichkeit und Demokratie angesehen werden müsse. Er leitete dies aus Art. 20 I, 28 I 1 GG her, auf die das Sozialstaatsprinzip bis heute gestützt wird.